# جيمس لورنس إرفينغ
جيمس لورنس إرفينغ (بالإنجليزية: J. Lawrence Irving)‏ هو قاضي ومحامي أمريكي، ولد في 1935 في سان دييغو في الولايات المتحدة.